# Boulevardbrug
De Boulevardbrug is een basculebrug in de Antwerpse gemeente Willebroek over het Zeekanaal Brussel-Schelde. De brug ligt in de N177 in het verlengde van de Rupelbrug over de Rupel. Het doorgaand verkeer maakt eerder gebruik van de Rupeltunnel onder het Zeekanaal en onder de Rupel.

## Geschiedenis

### Zeekanaal
Bij de uitbreiding van de Willebroekse Vaart tot een zeekanaal van Brussel tot de Rupel in Wintam. In 1900 wordt door koning Leopold II de start gegeven van de uitbreiding, die in meerdere fasen zal verlopen. De bouw van een horizontaal draaiende brug is gepland voor 1907, maar de plannen worden aangepast naar een basculebrug wanneer de Belgische Staat de plannen bekendmaakt van de bouw van een "boulevard" tussen Antwerpen en Brussel (de huidige N177), wat meteen ook de naam van de brug verklaart.
In september 1914, aan de vooravond van de Eerste Wereldoorlog, zijn de werken afgerond en kan het kanaal en de bijhorende infrastructuur in gebruik worden genomen. Maar tijdens de oorlog worden zowel het kanaal als verschillende bruggen zwaar beschadigd. Reeds in 1917 worden herstelwerkzaamheden uitgevoerd, zodat op 6 juli 1918 de eerste schepen door het nieuwe kanaal kunnen varen. Pas in 1922 wordt het vernieuwde zeekanaal officieel ingehuldigd door koning Albert I en koningin Elisabeth.

### Twee bruggen
In de Tweede Wereldoorlog wordt de Boulevardbrug opnieuw zwaar beschadigd. Ze wordt zelfs tijdelijk buiten gebruik gesteld en in 1953 wordt er tweede brug, een hefbrug, gebouwd, naast (oostelijk van) de bestaande brug. Enkele jaren later wordt de beschadigde brug terug gebruiksklaar gemaakt, naar aanleiding van een verwachte toename van het verkeer richting Brussel voor de Expo 58. Elke brug werd sindsdien voor één richting gebruikt.

### Vervanging
In 1982 wordt de Rupeltunnel in gebruik genomen, waardoor het doorgaand verkeer de dubbele Boulevardbruggen niet meer dient te gebruiken.
Met de bouw van de nieuwe zeesluis in Wintam in 1997 wordt het zeekanaal toegankelijk voor schepen tot 10.000 ton. De oude Boulevardbruggen zijn niet meer aangepast aan deze afmetingen en moeten dikwijls geopend worden voor het scheepvaartverkeer. Dit brengt de nodige verkeershinder met zich mee voor het wegverkeer. Ook voor het scheepvaartverkeer is het bruggencomplex een flessenhals, gezien de beperkte doorvaartbreedte van 17,88 meter.
In 1999 wordt de hefbrug uit 1953, na een ernstige aanvaring, afgebroken. In 2004 wordt op plaats van de oude hefbrug gestart met de bouw van een nieuwe brug, die beter is aangepast aan de noden van de tijd. Tussen 1999 en 2008 is er enkel verkeer mogelijk over de oudste, westelijke brug. Het brugdek van de nieuwe Boulevardbrug wordt reeds in juni 2007 geplaatst en omhooggeklapt. Gedurende anderhalf jaar is het een opvallend blauw baken in het landschap. Op 24 december 2008 wordt de brug officieel ingehuldigd door Vlaams minister-president Kris Peeters en geopend voor het verkeer. De doorvaartbreedte werd vergroot tot 57 meter en de doorvaarthoogte werd zo'n 2 meter verhoogd tot 9,10 m. Daarmee zullen meer schepen onder de brug kunnen doorvaren en zal er minder hinder zijn voor het wegverkeer. In de zomer van 2009 wordt ook de allereerste Boulevardbrug, meer dan 90 jaar na de officiële opening, afgebroken. Delen van de arduinen versieringen aan de bruggenhoofden worden bewaard en krijgen een ereplaats in de buurt van de nieuwe Boulevardbrug.
De nieuwe Boulevardbrug wordt vanop afstand bediend vanuit de centrale bedieningspost van Waterwegen en Zeekanaal aan de sluis in Zemst, van waaruit ook de baanbrug in Boom, de Victor Dumonbrug in Willebroek, de Vredesbrug, de Ringbrug, de Brielenbrug in Tisselt, de Humbeekbrug, de Verbrande Brug, de Willemsbrug in Grimbergen en de hefbrug in Vilvoorde bediend worden.

## Afbeeldingen

Nieuwe Boulevardbrug met in de achtergrond de Nijverheidsbrug geopend voor een zeeschip

Van Praetbrug · Budabrug · Viaduct van Vilvoorde · Salangaanbrug · Europabrug · Willemsbrug · Verbrande Brug · Humbeekbrug · Jan Bogaertsbrug · Brielenbrug · Ringbrug · Vredesbrug · IJzerenbrug · Victor Dumonbrug · Boulevardbrug · Nijverheidsbrug